# 25 centesimi di lira italiana
La moneta 25 centesimi di lira (L. 0,25) fece la sua prima comparsa nel Regno di Sardegna nel 1829. Nel Regno d'Italia fu coniata solo tra il 1902 e il 1903 per poi essere ritirata dalla circolazione nel 1908.

## Storia

### Carlo Felice
Con Carlo Felice al trono del Regno di Sardegna, dal 1829 al 1830, vengono coniate le prime monete da 25 centesimi. Queste erano in argento 900, avevano un diametro di 15 mm, un peso di 1,25 grammi e il bordo liscio; le zecche di provenienza sono quelle di Genova e Torino. Sul dritto è raffigurato il profilo del re rivolto verso destra, sotto al quale è riportato l'anno di coniazione e sopra la legenda CAR•FELIX D•G•REX SAR•CYP•ET HEIR•. Al centro del rovescio invece vi è lo stemma reale contornato dalla legenda DUX SAB•GENUAE ET MONTISF•PRINCIC•PED•&; in basso il valore numerico (C. 25) e i simboli della zecca di provenienza, una ancora per quella di Genova e una testa d'aquila per quella di Torino.

### Carlo Alberto
Nel 1832 si riprese a coniare questo taglio sotto il re Carlo Alberto, con le stesse dimensioni e composizioni di quelle precedenti. Nel rovescio è raffigurato il profilo di Carlo Alberto di profilo, la data di coniazione e la legenda CAR•ALBERTUS D•G•REX SAR•CYP•ET HIER• Sul Rovescio è riportato lo stemma reale il valore in cifre (C.25) e la legenda DUX SAB•GENUAE ET MONTISF•PRINCIC•PED•&.  Questa serie fu coniata nel 1832 a Torino, nel 1833 sia a Torino che a Genova ed per ultimo nel 1837 di nuovo a Torino.

## Regno d'Italia
Solo nel 1902 e nel 1903, con Vittorio Emanuele III al trono, vennero coniate nuovamente, alla zecca di Roma, le monete di questo valore. Le monete erano in nichelio 975, avevano un diametro di 21,5 mm, un peso di 4,14 grammi e il bordo rigato. Sul dritto compare l'aquila reale, l'anno in cui è stata coniata la moneta e la legenda VITTORIO EMANUELE III RE D'ITALIA. Sul rovescio, nel centro c'è la cifra 25 sovrastata dalla parola CENTESIMI; in basso invece una ghirlanda di alloro.
L'incisore fu Filippo Speranza.
Dal 1903 non furono più coniate monete di questo valore e nel 1908 furono ritirate dalla circolazione

## Moneta
| Immagine | Descrizione                                                                                                 | Descrizione | Anni di coniazione | Autore           | Autore           | Parametri tecnici | Parametri tecnici | Parametri tecnici    | Bordo  |
| Immagine | Dritto | Rovescio | Anni di coniazione | Modellista       | Incisore         | Peso              | Diametro          | Composizione         | Bordo  |
| -------- | --- | --- | ------------------ | ---------------- | ---------------- | ----------------- | ----------------- | -------------------- | ------ |
|          | ★ vittorio emanuele ii re d'italia ★ intorno all'aquila araldica con lo stemma dei Savoia, in basso la data | 25 tra rami di alloro legati in basso con un fiocco sormontato da centesimi, in esergo il segno di zecca R (Roma) | 1902–1903          | Filippo Speranza | Filippo Speranza | 4,15 g            | 21,5 mm           | Ni 975‰ Co 15‰ Fe 8‰ | Rigato |

### Tiratura
| Anno   | Roma (R) |
| ------ | -------- |
| 1902   | 7773480  |
| 1903   | 5894520  |
| Totale | 13668000 |